# 無線標定陸上局
無線標定陸上局（むせんひょうていりくじょうきょく）は、無線局の種別の一つである。

## 定義
総務省令電波法施行規則第4条第1項第18号の2に「無線標定業務を行う移動しない無線局」と定義している。
関連する定義として
- 「無線標定業務」が第3条第1項第12号の2に「無線航行業務以外の無線測位業務」
- 「無線測位業務」が第3条第1項第9号に「無線測位のための無線通信業務」
- 「無線測位」を第2条第1項第29号に「電波の伝搬特性を用いてする位置の決定又は位置に関する情報の取得」

とある。

## 概要
定義を敷衍してみるとおり、船舶・航空機の航行以外の目的で位置決定又は位置情報を送受信する無線設備で陸上の移動しないもののことである。
無線測位局の一種であり、移動業務に携わる無線局ではないので陸上にあっても陸上局ではない。
具体的には、レーダーあるいはその原理を利用した速度測定装置、侵入者検知システムなどのことである。

## 免許
種別コードはLR。有効期間は免許の日から5年。但し当初に限り有効期限は5年以内の一定の11月30日となる。（沿革を参照）
電波型式A2N、N0N又はP0Nで周波数10.525GHz又は24.2GHzで空中線電力が0.1W以下の無線標定用レーダーは技術基準適合証明の対象であり、適合表示無線設備になれば簡易な免許手続の規定が適用され、予備免許や落成検査が省略されて免許される。
簡易な免許手続の適用外でも、一部を除き登録検査等事業者等による点検ができるので、この結果に基づき落成検査が一部省略される。
- 自衛隊のレーダーについては、自衛隊法第112条第1項により免許を要せず、無線局数の統計にも含まれない。

用途
局数の推移に見る通り、その他の国家行政用（警察用、海上保安用を含む。）が首位を占めてきたが、総務省の「無線局免許情報及び無線局登録情報」では免許の詳細が公表されていない。すなわち警察の自動速度違反取締装置、海上保安庁の沿岸監視用レーダーなどである。
自動速度違反取締装置はレーザーを使用したものが導入され、電波を利用するものとの置換えが進み局数は減少して、国土交通省の河川管理や海洋観測のための水防水利道路用と順位が逆転した。
その他、気象庁や電力会社の気象観測用、漁業協同組合や曳航業者の沿岸監視用などのレーダー、鉄道事業者の障害物検知システムなども無線標定陸上局である。
表示
適合表示無線設備には技適マークの表示が義務付けられている。
また、技術基準適合証明番号又は工事設計認証番号の表示も必須とされ、上記の無線標定用レーダーを表す記号は技術基準適合証明番号の英字の1字目のQである。
従前は工事設計認証番号にも表示を要した。
技適マーク#沿革を参照。

### 旧技術基準の機器の使用
無線設備規則のスプリアス発射等の強度の許容値に関する技術基準改正

により、旧技術基準に基づく無線設備が免許されるのは「平成29年11月30日」まで
、
使用は「平成34年11月30日」まで

とされた。
対象となるのは、
- 「平成17年11月30日」[5]までに製造された機器または特定無線設備の技術基準適合証明等に関する規則により認証された適合表示無線設備
- 経過措置として、旧技術基準により「平成19年11月30日」までに製造された機器[6]または認証された適合表示無線設備[7]

である。
新規免許は「平成29年12月1日」以降はできないが、使用期限はコロナ禍により「当分の間」延期された。
詳細は無線局#旧技術基準の機器の使用を参照。

## 操作
無線標定陸上局は、政令電波法施行令第3条第2項第6号に規定する陸上の無線局であり、
最低でも第二級陸上特殊無線技士以上の無線従事者による管理（常駐するという意味ではない。）を要するのが原則である。
例外を規定する電波法施行規則第33条の無線従事者を要しない「簡易な操作」から無線標定陸上局に係わるものを抜粋する。
- 第6号(5) 適合表示無線設備のみを使用する無線局の無線設備の外部の転換装置で電波の質に影響を及ぼさないものの技術操作で告示するものに基づく告示[10]にある 警察庁所属のもの以外のもので空中線電力0.1W以下のもの
  - 警察庁所属のものには都道府県警察で使用するものを含む。

自衛隊のレーダーについては、自衛隊法第112条第1項により無線従事者を要しない。

## 検査
- 落成検査は、上述の通り簡易な免許手続の対象であれば行われず、登録検査等事業者等の点検ができれば一部省略することもできる。
- 定期検査は、電波法施行規則第41条の2の6第14号により426.0MHz、10.525GHz、13.4125GHz、24.2GHz又は35.98GHz以外の周波数を使用するものが対象である。周期は別表第5号第17号により5年。一部を除き登録検査等事業者等による検査が可能で、この結果に基づき検査が省略される。
- 変更検査は、落成検査と同様である。
- 自衛隊のレーダーについては、自衛隊法第112条第1項により検査が除外される。

## 沿革
1950年（昭和25年）- 電波法施行規則制定時には、無線標定について定義されておらず、無線測位局として免許
- 免許の有効期間は5年間。但し当初の有効期限は電波法施行の日から2年6ヶ月後（昭和27年11月30日）まで

1952年（昭和27年）- 12月1日に最初の再免許
- 以後、無線測位局は5年毎の11月30日に満了するように免許される。

1961年（昭和36年）- 無線標定陸上局、無線標定業務が定義 
- レーダーのみの気象援助局および無線標定業務に相当する移動しない無線測位局が、無線標定陸上局にみなされることに[13]
- 以後、無線標定陸上局は従前の無線測位局と同様の5年毎の11月30日に満了するように免許される。

1969年（昭和44年）- 運用開始の届出および免許の公示を要しないことに

1981年（昭和56年）- 特定無線設備の技術基準適合証明に関する規則（現・特定無線設備の技術基準適合証明等に関する規則）が制定

され、電波の型式A0、A2又はF0（現N0N、A2N又はP0N）で周波数10.525GHzで空中線電力0.1W以下の無線標定用の無線局の無線設備がこの規則の対象（証明機器、現・適合表示無線設備）に
1988年（昭和63年）- 上記の機器に加え周波数が24.2GHzの機器も証明機器に

1993年（平成5年）
- 電波利用料制度化、料額の変遷は下表参照
- 空中線電力が1W以下の無線標定陸上局は無線業務日誌の備付けが不要に[17]

1998年（平成10年）- 426.0MHz、10.525GHz、13.4125GHz、24.2GHz又は35.98GHzの周波数を使用するものは定期検査が不要に

2009年（平成21年）- 無線標定陸上局は全て無線業務日誌の備付けが不要に

| 年度         | 総数  | その他国家行政用 | 水防水利道路用 | 出典                 | 出典                           |
| ------------ | ----- | ---------------- | -------------- | -------------------- | ------------------------------ |
| 平成11年度末 | 5,685 | 4,705            | 85             | 地域・局種別無線局数 | 平成11年度第4四半期末          |
| 平成12年度末 | 6,347 | 5,374            | 107            | 地域・局種別無線局数 | 平成12年度第4四半期末          |
| 平成13年度末 | 6,351 | 5,356            | 135            | 用途別無線局数       | H13 用途・業務・免許人・局種別 |
| 平成14年度末 | 6,236 | 5,322            | 140            | 用途別無線局数       | H14 用途・局種別無線局数       |
| 平成15年度末 | 6,209 | 5,307            | 152            | 用途別無線局数       | H15 用途・局種別無線局数       |
| 平成16年度末 | 5,775 | 4,949            | 172            | 用途別無線局数       | H16 用途・局種別無線局数       |
| 平成17年度末 | 5,591 | 4,722            | 173            | 用途別無線局数       | H17 用途・局種別無線局数       |
| 平成18年度末 | 5,480 | 4,638            | 170            | 用途別無線局数       | H18 用途・局種別無線局数       |
| 平成19年度末 | 5,088 | 4,478            | 169            | 用途別無線局数       | H98 用途・局種別無線局数       |
| 平成20年度末 | 5,025 | 4,406            | 170            | 用途別無線局数       | H20 用途・局種別無線局数       |
| 平成21年度末 | 4,901 | 4,272            | 170            | 用途別無線局数       | H21 用途・局種別無線局数       |
| 平成22年度末 | 4,813 | 4,168            | 191            | 用途別無線局数       | H22 用途・局種別無線局数       |
| 平成23年度末 | 4,590 | 3,591            | 193            | 用途別無線局数       | H23 用途・局種別無線局数       |
| 平成24年度末 | 3,941 | 3,329            | 183            | 用途別無線局数       | H24 用途・局種別無線局数       |
| 平成25年度末 | 3,721 | 3,107            | 187            | 用途別無線局数       | H25 用途・局種別無線局数       |
| 平成26年度末 | 3,130 | 2,527            | 161            | 用途別無線局数       | H26 用途・局種別無線局数       |
| 平成27年度末 | 2,535 | 1,927            | 195            | 用途別無線局数       | H27 用途・局種別無線局数       |
| 平成28年度末 | 2,173 | 1,563            | 195            | 用途別無線局数       | H28 用途・局種別無線局数       |
| 平成29年度末 | 1,837 | 1,268            | 192            | 用途別無線局数       | H29 用途・局種別無線局数       |
| 平成30年度末 | 1,723 | 1,151            | 183            | 用途別無線局数       | H30 用途・局種別無線局数       |
| 令和元年度末 | 1,484 | 913              | 184            | 用途別無線局数       | R01 用途・局種別無線局数       |
| 令和2年度末  | 1,178 | 632              | 184            | 用途別無線局数       | R02 用途・局種別無線局数       |
| 令和3年度末  | 984   | 465              | 177            | 用途別無線局数       | R03 用途・局種別無線局数       |
| 令和4年度末  | 588   | 114              | 152            | 用途別無線局数       | R04 用途・局種別無線局数       |
| 令和5年度末  | 588   | 114              | 152            | 用途別無線局数       | R05 用途・局種別無線局数       |

電波利用料額
電波法別表第6第9項の「その他の無線局」が適用される。
| 年月                                | 料額     | 料額     | 備考                                               |
| ----------------------------------- | -------- | -------- | -------------------------------------------------- |
| 1993年（平成5年）4月                | 20,200円 | 20,200円 |                                                    |
| 1997年（平成9年）10月               | 20,200円 | 20,200円 |                                                    |
| 2006年（平成18年）4月               | 18,300円 | 18,300円 |                                                    |
| 2008年（平成20年）10月              | 6GHz以下 | 26,500円 | 周波数や周波数幅の細分は料額が変わらない場合は省略 |
| 2008年（平成20年）10月              | 6GHz超   | 14,600円 | 周波数や周波数幅の細分は料額が変わらない場合は省略 |
| 2011年（平成23年）10月              | 6GHz以下 | 31,800円 | 周波数や周波数幅の細分は料額が変わらない場合は省略 |
| 2011年（平成23年）10月              | 6GHz超   | 17,500円 | 周波数や周波数幅の細分は料額が変わらない場合は省略 |
| 2014年（平成26年）10月              | 6GHz以下 | 38,100円 | 周波数や周波数幅の細分は料額が変わらない場合は省略 |
| 2014年（平成26年）10月              | 6GHz超   | 21,000円 | 周波数や周波数幅の細分は料額が変わらない場合は省略 |
| 2017年（平成29年）10月              | 6GHz以下 | 45,700円 | 周波数や周波数幅の細分は料額が変わらない場合は省略 |
| 2017年（平成29年）10月              | 6GHz超   | 25,200円 | 周波数や周波数幅の細分は料額が変わらない場合は省略 |
| 2019年（令和元年）10月              | 6GHz以下 | 46,600円 | 周波数や周波数幅の細分は料額が変わらない場合は省略 |
| 2019年（令和元年）10月              | 6GHz超   | 19,100円 | 周波数や周波数幅の細分は料額が変わらない場合は省略 |
| 2022年（令和4年）10月               | 6GHz以下 | 45,000円 | 周波数や周波数幅の細分は料額が変わらない場合は省略 |
| 2022年（令和4年）10月               | 6GHz超   | 18,700円 | 周波数や周波数幅の細分は料額が変わらない場合は省略 |
| 注 料額は減免措置を考慮していない。 |          |          |                                                    |

## その他
車両位置等自動表示システム(AVM:Automatic Vehicle Moitoring)という運行中の車両の位置及び動態（実車、空車又は作業中等）を自動的に収集しセンターで把握するシステムが、タクシー用に400MHz帯で1980年（昭和55年）から実用化

され、このシステムで車両に対し電波を送信する「サインポスト」は位置信号業務用の無線標定陸上局として免許

された。
しかし、GPSシステムの普及に伴い2008年（平成20年）までに全廃

された。